# Pierre Andrès
Pour les articles homonymes, voir Andrès.
 (novembre 2016).
Pierre Andrès, né à Friesenheim (Bas-Rhin) le 21 septembre 1922 et mort à Pont-Salomon le 10 juillet 2011, est un sculpteur sur bois et artiste peintre français.
Il est le créateur de ce qu’il a dénommé des « Machines singulières ». Ces objets mettent en mouvement des éléments se déplaçant dans l’espace à l’aide de nombreuses mécaniques actionnées par les spectateurs.

## Biographie
Pierre Andrès a 17 ans, en 1939, quand tous les habitants de son village situé sur le bord du Rhin sont déplacés, en raison de la proximité avec la frontière allemande, en Dordogne dans le sud de la France. Il y finit ses études et y exerce le métier d’instituteur. Conseillé par un professeur de dessin qui avait remarqué ses dons artistiques, il entre à l’École des beaux-arts de Lyon, puis à l'École des beaux-arts de Paris. Il se forme ainsi à la peinture et à la technique de l’icône qu’il pratiquera pendant de longues années. Ce n’est que dans les années 1970, étant alors Maître d’application à l’école de Cahors, qu’il rencontre un professeur de mathématiques qui lui suggère de créer des objets susceptibles d’éveiller chez les enfants le sens de l’espace et du temps. C’est ainsi que Pierre Andrès imagine faire rouler des boules sur des plans inclinés, les faisant cascader, apparaître, disparaître, puis réapparaître. Ces premières réalisations en entraînent d’autres de plus en plus complexes avec de nombreux systèmes originaux comme ceux pour remonter les boules, les « pompaboules », ou des mécanismes qui mettent en jeu aussi bien les bras que les jambes des visiteurs. On les appelle maintenant les Machines singulières, mais elles ont été dénommées au départ les Machines fantastiques ou de rêve ou imaginaires. La circulation des boules qui montent, roulent, chutent et se coulent dans des conduits, provoque une sonorité qui a conduit Pierre Andrès à rechercher des sons et des rythmes musicaux. C’est ainsi que le chanteur Steve Waring utilise ses machines dans bon nombre de ses spectacles comme Fais voir le son. D’autres artistes comme Mimi Barthélémy s’en servent comme support pour la narration de contes.

## LesMachines singulières
Créateur des Machines singulières, sculptures en bois qui s'animent grâce aux visiteurs (enfants ou adultes) qui les actionnent. Allant de petits objets à de grandes machines pouvant faire plusieurs mètres de hauteur ou de longueur, elles utilisent de nombreux mécanismes (balançoires, plans inclinés, tourniquets, engrenages, pédales, leviers, crémaillères, pivots, poulies...) Le plus souvent, ce sont des boules en bois de buis que le spectateur, devenant ainsi acteur, font circuler dans ces structures pour les animer.
Ces machines qui ne sont faites que de bois, dont certaines témoignent d'une influence des travaux de Léonard de Vinci, sont appelées « singulières » parce qu’elles sont inclassables et n’appartiennent à aucun courant artistique. Elles sont originales à plus d’un titre. Elles relèvent autant du jouet, de l’art que de la technique ; elles appartiennent aussi bien au monde du loisir qu’à celui de la pédagogie active. Pierre Andrès, pour évoquer son travail, se réfère au monde d'Alice au pays des merveilles de Lewis Carroll tant son œuvre est empreinte d’imaginaire. Il a le souci d’une recherche esthétique pour mieux ouvrir un espace de rêve et inviter à la poésie. Il ne dédaigne pas non plus les effets de surprise. Il aime étonner, faire sourire ou se poser question.
Pierre Andrès souhaite que tout visiteur, enfant comme adulte, se prenne au jeu ; qu’il ne soit plus un spectateur passif, mais l’acteur dont le geste provoque le mouvement de la boule afin qu’elle s’élance et suive son propre destin aléatoire selon son adresse, les aléas et les accidents de parcours. Un lien s’instaure alors entre la personne qui met en branle la machine et la machine elle-même. Il souhaitait offrir des jeux à agir, à se construire, à se rencontrer, à rire et à rêver.

## Citations
- « Mes motivations sont complexes, je cherche le sérieux autant que l’humoristique. Le sérieux, car je suis un ancien étudiant des Beaux-Arts, et j’ai la modeste prétention de créer du Beau ; de l’humoristique, car je me plais à placer les gens dans des situations inattendues. Devant mes machines, les enfants travaillent comme des grandes personnes avec mécanismes, leviers, engrenages, et les grandes personnes jouent comme des enfants. Je travaille pour régénérer la faculté d’émerveillement.[réf. nécessaire] »
- « On m’a fait remarquer que mes machines étaient des machines sisyphiennes. La remarque est plaisante et juste. Dans presque toutes mes machines, il faut hisser la boule vers le sommet de la structure, d’où elle déboule ensuite à travers d’étranges labyrinthes vers son point de départ. La joie qui se lit sur les visages, l’effort généreux et la tension heureuse, le bonheur de recommencer, sont la preuve que Sisyphe, dans sa lutte laborieuse, ne pouvait qu’être heureux.[réf. nécessaire] »

## Collections publiques
- Le musée du Technorama à Winterthour en Suisse expose de façon permanente une vingtaine de ses machines[2].
- La Kinder-Akademie de Fulda (Allemagne) conserve dix de ses machines.
- La cité des sciences et de l'industrie Paris expose des reproductions dans la cité des enfants 2-7 ans.

## Expositions
Les musées scientifiques et techniques comme le musée national de Prague (République tchèque), le musée Bloomfield à Jérusalem, la City of Science and Culture à Rehovot en Israël, et celui du Phaeno à Wolfsburg ont présenté pendant plusieurs mois les Machines singulières.
Mais aussi : musée d'Art Moderne de la ville de Paris, musée des Arts décoratifs, musée national d'art moderne - Centre Georges-Pompidou, à l’UNESCO avec l’exposition Femina (Dialogue), musée du Jouet à Moirans, musée d'Art naïf, musée d'Art brut, musée Henri-Martin de Cahors.
À Paris à la Cité des sciences et de l'industrie du parc de la Villette, dans l'espace enfant, plus de quatre millions d’enfants ont joué sur une machine longue de plusieurs mètres. Il en existe des répliques à Vulcania (Auvergne), Dubaï et Macao.
Peu avant et durant sa retraite, Andrès a participé à plus d'une centaine d'expositions en France et à l'étranger. Pierre Andrès a également exposé dans des centres culturels, des galeries, des écoles, des cités universitaires, etc.

## Postérité
L'association « Les Amis de Pierre-Andrès », fondée en 2012, a pour but de protéger, valoriser et promouvoir l’œuvre de Pierre Andrès. Elle a en projet l’organisation d’expositions temporaires et le recensement complet des machines de Pierre Andrès[réf. nécessaire].

## Publication
- Pierre Andrès, Les Machines singulières de Pierre Andrès, préface de Catherine Huber, Fleurus, 1986

## Pour approfondir